# Toplarna
Toplárna je proizvodni obrat v katerem se iz goriva proizvaja toplota in električna energija po načelu soproizvodnje. Toplarna se razlikuje od termoelektrarne (TE) po tem, da se toplota, ki je v TE odvečen stranski proizvod, zajema v koristni obliki in posreduje uporabnikom. V TE proizvedeno toploto kot odpadno toploto odvajajo v okolico. Proizvodni obrat, v katerem se proizvaja iz goriva samo toplota imenujemo kotlovnica. (Opomba: uporaba treh naštetih izrazov je prevladujoča, ne pa povsem ustaljena. Nekateri čutijo potrebo po dodatnem pojasnilu izraza toplarna, kot na primer v imenu Termoelektrarna toplarna Ljubljana, s kratico: TE-TOL).
Toplarne so lahko zelo velike, tako, da oskrbujejo s toploto cela mesta. V tem primeru toploto posreduje sistem daljinskega ogrevanja. Smiselne so tudi manjše toplarne, ki oskrbujejo manjši kraj, skupino stavb ali posamezno (večjo) stavbo. Pri industrijskih toplarnah je največkrat potrebna za proizvodne procese višja temperatura, kot zadostuje za ogrevanje. V tem primeru je sistem razvoda toplote izveden s parovodi ali kot razvod termoolja. 
V razvoju in maloserijski proizvodnji so tudi zelo majhni postroji s soproizvodnjo, primerni za ogrevanje enodružinskih hiš. Proizvajajo na primer 5 KW električne energije in okoli 10 kW toplote, mikro SPTE .